# 第二次寶應戰鬥
寶應戰鬥發生於1927年8月1日－8月17日，地點則是在中國蘇北一帶，是國民革命軍北伐戰爭的戰鬥之一。寶應戰鬥的交戰雙方，一方為國民革命軍，另一方為北洋政府所轄軍隊。

## 參看
- 中華民國北洋政府時期內戰戰鬥列表